# Hydrops triangularis
Hydrops triangularis – gatunek węża z podrodziny ślimaczarzy (Dipsadinae) w rodzinie połozowatych (Colubridae). Występuje w dużej części dorzecza Amazonki w Ameryce Południowej. Prowadzi wodny tryb życia.

## Systematyka
Takson ten po raz pierwszy zgodnie z zasadami nazewnictwa binominalnego opisał w 1824 roku niemiecki herpetolog i ornitolog Johann Georg Wagler w książce Johanna Baptista von Spixa Serpentum Brasiliensium species novae ou, Histoire naturelle des espèces nouvelles de serpens: recueillies et observées pendant le voyage dans l'intérieur du Brésil dans les années 1817, 1818, 1819, 1820. Autor nadał wężowi nazwę Elaps triangularis. Jako miejsce typowe podał Lago Tefé, ujście rzeki Tefé do Amazonki w Brazylii. Holotyp ZSM 1846/0 to samiec. Od 1957 roku wyróżniano 6 podgatunków: H. t. venezuelensis,  H. t. neglectus, H. t. bolivianus, H. t. bassleri, H. t. fasciatus i H. t. triangularis. W 2008 roku Nelson R. de Albuqerque i Thales de Lema wykazali, że wszystkie podgatunki należy połączyć w jeden Hydrops triangularis. Obecnie nie wyróżnia się podgatunków.

### Etymologia
- Hydrops: gr. ὑδρος hydros „wąż wodny”; ωψ ōps, ωπος ōpos „twarz, oblicze”[8][9].
- triangularis – łac. triangularis „trójkątny”[2].

## Morfologia
Jest to średniej wielkości wąż o małej głowie niewiele szerszej od szyi. Głowa jest ciemna (czarna lub brązowa), z jaśniejszymi (czerwonymi, żółtymi lub białymi) akcentami. Oczy są średniej wielkości, z okrągłymi źrenicami. Wraz z nozdrzami są zorientowane grzbietowo w górnej części głowy. Ubarwienie grzbietu składa się z naprzemiennych pierścieni, czerwonych i czarnych (lub ciemnobrązowych) otaczających całe ciało. Często pierścienie są oddzielone od siebie cienkimi, żółtymi lub białymi pasami. Ich liczba waha się od 36 do 70 u samców i od 36 do 75 u samic na tułowiu, a od 10 do 24 u samców i od 8 do 19 u samic na ogonie. Jego ubarwienie jest formą mimikry Batesa, naśladującą jadowite, prawdziwe węże koralowe z rodzaju Micrurus. Hydrops triangularis różni się od Hydrops martii kompletnym jasnym pierścieniem wokół szyi, a także łuskami grzbietowymi ułożonymi w 15, a nie w 17 rzędów w środkowej części ciała. Może być także mylony z Micrurus surinamensis, ale ma nieco inny wzór pasków grzbietowych.
Wymiary:
|                          | Samiec   | Samica   |
| Długość całkowita (mm)   | 752      | 806      |
| Długość SVL (mm)         | 605      | 680      |
| Łuski grzbietowe (rzędy) | 15–15–15 | 15–15–15 |
| Tarczki brzuszne         | 144–185  | 152–183  |
| Tarczki podogonowe       | 32–71    | 31–78    |

## Występowanie
Hydrops triangularis jest szeroko rozpowszechniony na nizinach Amazonki. Zasięg jego występowania obejmuje Wenezuelę, Trynidad i Tobago, Gujanę, Surinam, Gujanę Francuską, Kolumbię, Brazylię, wschodni Ekwador, wschodnie Peru i północną Boliwię. W Ekwadorze występuje w prowincjach Pastaza, Orellana i Sucumbíos.

## Ekologia i zachowanie
Hydrops triangularis jest wężem wodnym zamieszkującym mętne wody, bagna, wolno płynące rzeki, stawy i zalane pola ryżowe w nizinnych lasach deszczowych. Żeruje całodobowo w wodzie lub w błotach nadbrzeżnych. Dieta tego gatunku składa się głównie z ryb i płazów. Jest gatunkiem jajorodnym. Rozmnaża się przez cały rok. W lęgu samica składa od 8 do 34 jaj. Chociaż uważany jest za węża niejadowitego, to jego ukąszenie może powodować miejscowy ból, nudności, ból głowy i łagodne zaburzenia krzepnięcia, jednak nie zagraża to życiu człowieka.

## Status zagrożenia
W Czerwonej księdze gatunków zagrożonych IUCN Hydrops triangularis jest klasyfikowany jako gatunek najmniejszej troski (LC, ang. Least Concern). Liczebność populacji nie jest określona. Jest to stosunkowo rzadko spotykany gatunek, być może ze względu na jego wodny tryb życia. Zakłada się, że populacja tego gatunku jest stabilna.